# Bent Warburg
Bent Warburg (født 5. december 1939, død 8. september 2023 på Sankt Lukas Stiftelsen) var en dansk skuespiller og musiker. Han havde ikke nogen egentlig skuespilleruddannelse bag sig, men har gennem årene – udover at have været knyttet til Radioens Big Band som jazzmusiker – medvirket i tv-serierne En by i provinsen, Gøngehøvdingen, Kald mig Liva, Bryggeren og Julie.
Sammen med bl.a. sin daværende hustru Anne Bie Warburg havde han mange roller – og mange sexscener – i 1970'ernes bølge af erotiske lystspil, hvor parret helt unikt, i harmoni med periodens seksuelle frisind, valgte at udføre sexscenerne uden snyd.[kilde mangler]

## Udvalgt filmografi
- Jeg er sgu min egen – 1967
- Tre slags kærlighed – 1970
- Olsen-bandens store kup – 1972
- I Jomfruens tegn – 1973
- I Tyrens tegn – 1974
- Nøglehullet 1974
- Terror (film) – 1977
- Hærværk (film) – 1977
- Fængslende feriedage – 1978
- Slingrevalsen – 1981
- Manden der ville være skyldig –
- Hannibal og Jerry – 1997
- Albert – 1998
- Hannah Wolfe 2004
- Den Rette Ånd – 2005

## Filmografi
Her er en lidt mere udførlig liste, der dog slutter i 2000, hvor også TV er taget med:
- 1966	Jeg er sgu min egen
- 1969	Den gale dansker
- 1969	Tre slags kærlighed
- 1970	Som brødre vi dele
- 1972	Blackmail
- 1972	Manden på Svanegården
- 1972	Olsenbandens store kup
- 1973	Fætrene på Torndal
- 1973	I jomfruens tegn
- 1973	The hottest show in town
- 1974	I tyrens tegn
- 1974	Justine & Juliette
- 1974	Nøglehullet
- 1975	Bel Ami
- 1975	I tvillingernes tegn
- 1976	I løvens tegn
- 1976	Sømand på sengekanten
- 1976	Terror
- 1977	Hærværk
- 1977	I Skorpionens Tegn (Agent 69-Jensen)
- 1977	Skytten
- 1978	Fængslende feriedage
- 1979	Johnny Larsen
- 1979	Krigernes børn
- 1979	Rend mig i traditionerne
- 1979	Ståsted søges
- 1980	? Tillidsmanden
- 1980	Slingrevalsen
- 1981	Endagstur
- 1981	Gummi Tarzan
- 1981	Hildur
- 1981	Hjemlig hygge
- 1984	Rainfox
- 1985	Taxa-sketc
- 1986	Mord i mørket
- 1986	Opløsninger
- 1987	Kærlighed uden stop
- 1988	Beredskabsbrug
- 1988	Det handler ikke kun om kroner
- 1988	Halløj på badeværelset
- 1988	Jensen og Børsreformen
- 1990	Manden der ville være skyldig
- 1991	EF-Junior team
- 1993	Historien om de fire cm.
- 1993	Dansk Familiesammenføring
- 1994	Harmony
- 1994	Kunsten at score en god sild
- 1996	EXIL (Svensk Roulette)
- 1996	Hannibal og Jerry
- 1996	Havside Lov
- 1996	LumafleX Argo
- 1997	Motello
- 1997	Pizza King
- 1997	Vals
- 1998	Albert
- 1999	Manden med tubaen
- 2000	Hanna Wolfe

## Tv-produktioner
- 1966	Klar i studiet
- 1968	"Banne mej" (SVT)
- 1969	Golden Stag Song Festival
- 1969	Mildest talt(Det drejer sig om fiasko)
- 1969	Swingin' Europa 69
- 196?	Huset på Christianshavn
- 1971	Vi regner matematik, 1-6
- 1972	Te' løkke Herbert
- 1973	Syg og munter
- 1975	Det er prægtigt at være Amerikaner
- 1975	Helte dør aldrig
- 1976	Amundsen (speak)
- 1976	Side om side for rødt
- 1976	The Explorers 1. Stanley (speak)
- 1976	The Explorers 3. (speak)
- 1977	Den frie købmand (kammertjener)
- 1977	Den frie købmand (hellebardist)
- 1977	En by i provinsen (Jack-Pot hver gang) 2.1
- 1978	En by i provinsen "Viggo" i "Afvigeren" (episode # 3.4)
- 1977	Er det løgn hvad jeg siger?
- 1977	Ludvigsbakke
- 1978	Relentless River (speak)
- 1979	Strejferne
- 1979	Ungdomsredaktionen /TV oplæsning
- 1980	Du er smuk, jeg elsker dig
- 1980	Alice (Krigsdøtre, 4 del)
- 1980	Ridder Ræddik, 13 afsnit
- 1981	De retfærdige
- 1981	Endagstur
- 1983	Hvor er Tom? (Dan-TV)
- 1983	Julekalenderen 1984 (Nissebanden slår til)
- 1984	Klitgården Afsnit 4, Folket og nationen
- 1984	Livet er en god grund
- 1985	En rose til Villy
- 1985	Frygtens marked
- 1985	Jimmy
- 1986	Bertel
- 1986	Opløsninger
- 1986	Sorgagre
- 1987	Station 13, episode E
- 1988	Johansens sidste ugudelige dage
- 1988	Jensen tonight
- 1989	Elefanter
- 1989	Gorilla (speak )
- 1989	Gøngehøvdingen, episode 7
- 1989	Horn-Ravne-Menneskernes jagt (speak)
- 1989	I abernes paradis (speak)
- 1989	I Dansefuglenes verden (speak)
- 1990	Fiskeren
- 1990	Vejservice 3 (omlægning)
- 1990	Truck stop California (speak)
- 1991	Kald mig Liva
- 1994	Fæhår og Harzen
- 1994	Harley Davidson
- 1994	Kunsten at score en god sild
- 1994	Købt eller Solgt
- 1995	Bryggeren 1847-48
- 1995	Det er nødvendigt at sejle
- 1995	Frank of Denmark
- 1995	Fridas første gang
- 1995	Æggemandens musik (Floyd flytter på landet)
- 1997 Majoren
- 1997 De fremmede
- 1999 Pizza King
- 2001 Manden med tubaen
- 2003 Hotellet (episode 2.7)
- ???? Rejs jer, fordømte
- 2000	Hanna Wolfe	Columbus Film
- 2003	Tid til forandring	Nordisk Film
- 2004	Julie	DR
- 2005	Den rette ånd	M&M
- 2006	Bondefanget	Elevfilm
- 2007 Exit Danmark	Elevfilm